# Flughafen Tulcea

i8
i11
i13
Der Flughafen Tulcea (rumänisch Aeroportul Delta Dunării Tulcea;  auch Cataloi Airport; IATA-Code: TCE, ICAO-Code: LRTC) ist ein Flughafen 3 km östlich von Tulcea im gleichnamigen rumänischen Kreis.

## Flughafendaten
Der Flughafen hatte zunächst eine Betonpiste mit 2000 m Länge und 30 m Breite, die 2022 auf 2060 m Länge und 45 m Breite erweitert sowie mit Asphaltbelag und CAT II-Befeuerung versehen wurde. Die Seehöhe beträgt 61 m. Er hat eine Gesamtfläche von 13 ha.

## Geschichte
Der heutige Flughafen im Kreis Tulcea entstand im Jahr 1973 durch die Verlegung der Flughafenaktivitäten, die seit 1952 am Stadtrand von Tulcea betrieben wurden. Der Luftwaffenstützpunkt übernahm die Dienste, die zuvor vom rumänisch-sowjetischen Luftverkehr TARS erbracht wurden. Die regulären Strecken Tulcea-Bukarest-Tulcea, Tulcea-Constanța-Bukarest-Tulcea und Tulcea-Galați-Tulcea gewährleisten den Transport von Passagieren und Fracht – Fisch, Rogen, Flusskrebse, Fischereimaterialien, Binsen- und Schilfrohrgeflechte, lebende Fische aus China. Statistische Daten aus diesem Zeitraum zeigen, dass täglich bis zu 30 Flugzeuge am Flughafen Tulcea verkehrten.
Im Jahr 2009 erhielt der Flughafen den Status eines internationalen Flughafens und erhielt den Namen „Donaudelta“. Der Flughafen bietet nur gelegentliche Flüge an, da die notwendige Infrastruktur fehlt, was regelmäßigen Flugverkehr unmöglich macht.
Im Jahr 2016 wurden die Bewegungsflächen modernisiert und die Start- und Landebahn erweitert. Seit 2017, dem Jahr, in dem die Zivilluftfahrtbehörde beschlossen hat, die Brandbekämpfung am Flughafen Tulcea einzuschränken und diese auf die Feuerwehr eines nahegelegenen Dorfes zu verlagern, operieren nur noch Flugzeuge mit einer Spannweite von bis zu 18 Metern. Im Jahr 2019 wurden dann Beschaffungsverträge für zwei Spezialfahrzeuge unterzeichnet.
Mittel für die Modernisierung des Flughafens wurden 2022 im Rahmen eines Projekts in Höhe von insgesamt 180 Millionen Lei (etwa 37 Mio. Euro) bereitgestellt, nachdem in den letzten Jahren bereits 12 Millionen Euro investiert worden waren. Die Landebahn wurde auf 2060 Länge und 45 m Breite erweitert sowie mit Asphaltbelag und CAT II-Befeuerungssystem versehen.
Im Sommer 2023 flog HiSky Charterflüge auf der Strecke Tulcea – Antalya.

## Flugbetrieb
Entwicklung der Passagierzahlen und Flugbewegungen zwischen 2017 und 2020
| Jahr | Passagiere |
| ---- | ---------- |
| 2017 | 4323       |
| 2018 | 158        |
| 2019 | 984        |
| 2020 | 30         |

| Jahr | International | Inland | andere |
| ---- | ------------- | ------ | ------ |
| 2017 | 56            | 66     | 1722   |
| 2018 | 42            | 30     | 771    |
| 2020 | 2             | 10     | –      |